# Parque provincial de la Araucaria
El parque provincial de la Araucaria es un área natural protegida ubicada en la localidad de San Pedro, en el homónimo de la provincia argentina de Misiones.

## Características generales
El parque está ubicado en el centro-nordeste de la provincia de Misiones.
 Abarca una superficie de 92 ha 61 a 72 ca 16 dm² en torno a la posición 26°30′S 54°08′O / -26.500, -54.133. Desde el punto de vista fitogeográfico corresponde a la ecorregión de la selva paranaense.
Fue creado en 1991 mediante la ley provincial n.º 2876 sobre terrenos fiscales provinciales.

(...) siendo sus límites:
 Al Nordeste: Calle vecinal en medio, con el Lote 59.
Al Sureste: Con el Lote 58.
 Al Sur: Camino en medio, con el Lote “D”.
 Al Suroeste: Lote 6, Lote “E” y Fracción 2.
 Al Noroeste: Ampliación zona urbana, Lotes “F”, “C” y “D”.

El parque provincial de la Araucaria está incluido dentro de un gran espacio de unas 140 000 ha, considerado una de las áreas importantes para la conservación de las aves (AICAs) de la Argentina.

## Flora
En el parque se encuentran ejemplares de pino paraná (Araucaria angustifolia), laurel negro (Nectandra megapotamica), maría preta (Diatenopteryx sorbifolia), camboatá (Cupania vernalis), timbó (Enterolobium contortisiliquum), cedro (Cedrela fissilis), grapia (Apuleia leiocarpa) y guayubira (Patagonula americana), y algunos ejemplares de yerba mate (Ilex paraguariensis), entre otros.

## Fauna
El parque, en parte debido a su relativamente pequeña superficie y su alta exposición a los efectos de la actividad humana, no cuenta con gran variedad de especies de mamíferos. Sin embargo, se han identificado ejemplares de mulita grande (Dasypus novemcinctus), acutí (Dasyprocta azarae), zorro de monte (Cerdocyon thous), comadreja (Didelphis albiventris) y hurón menor (Galictis cuja).
Las condiciones que perturban la diversidad de mastofauna no afectan a las aves. El parque es hábitat de varias decenas de familias y casi dos centenares de especies de aves. Se ha registrado la presencia de los tataupá rojizo (Crypturellus obsoletus), chico (Crypturellus parvirostris) y común (Crypturellus tataupa); los picaflores negro (Florisuga fusca), común (Chlorostilbon lucidus), copetón (Stephanoxis loddigesii) y garganta blanca (Leucochloris albicollis); los loros maitaca (Pionus maximiliani) y hablador (Amazona aestiva): los carpinteros grande (Campephilus robustus), real (Colaptes melanochloros), campestre (Colaptes campestris), garganta estriada (Dryocopus lineatus), blanco (Melanerpes candidus), arcoiris (Melanerpes flavifrons) y oliva manchado (Veniliornis spilogaster); los vistosos tucán pico verde (Ramphastos dicolorus) y arasarí fajado (Pteroglossus castanotis) y casi un centenar de especies de pájaros cantores.
En el área se ha observado algunos ejemplares de especies raras, escasas o sobre las que existe algún grado de amenaza, entre ellas el loro vinoso (Amazona vinacea), el tacuarero (Clibanornis dendrocolaptoides), el carpintero cara canela (Dryocopus galeatus), el coludito de los pinos (Leptasthenura setaria) y la urraca azul (Cyanocorax caeruleus).

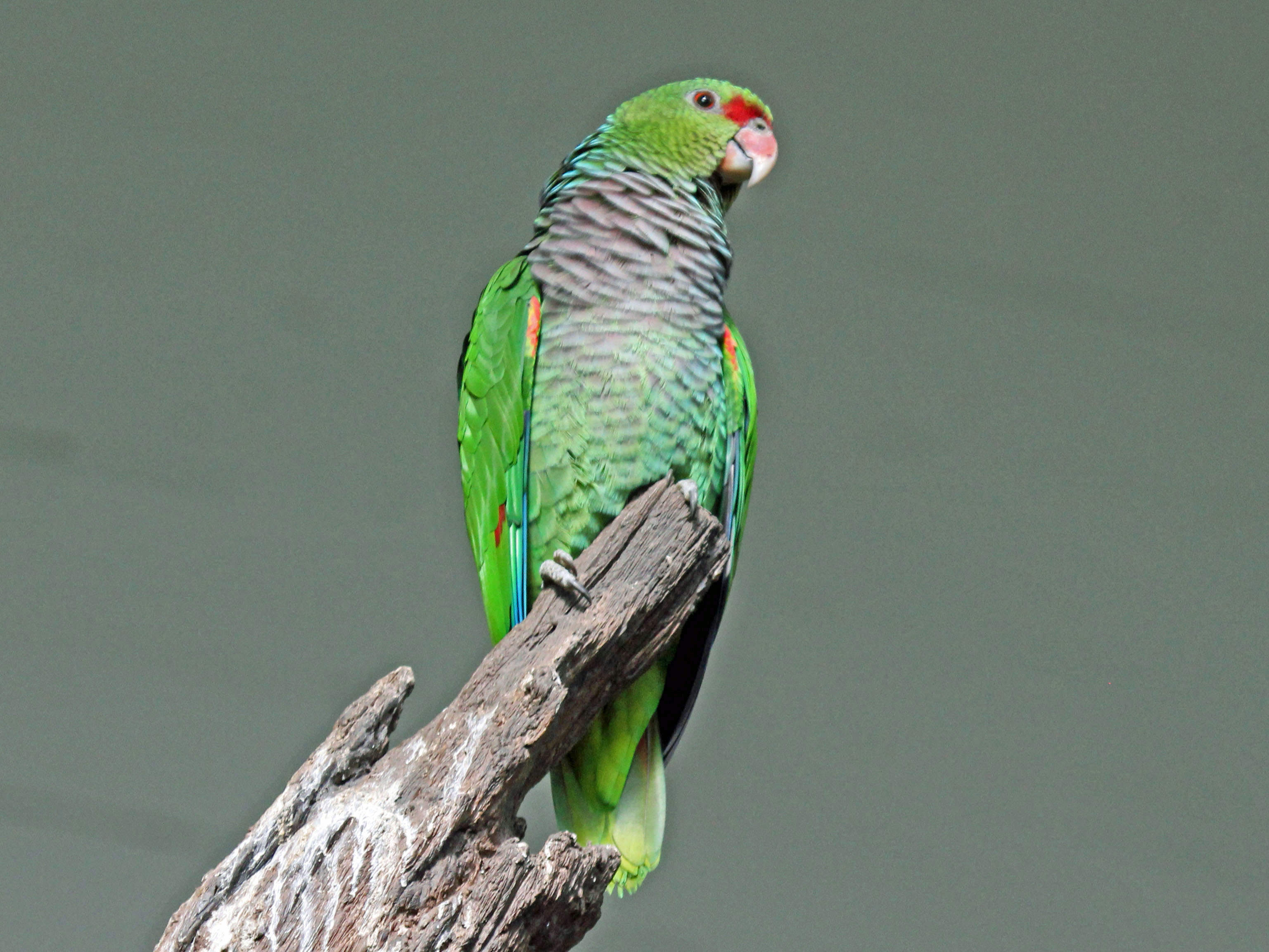
Loro vinoso.
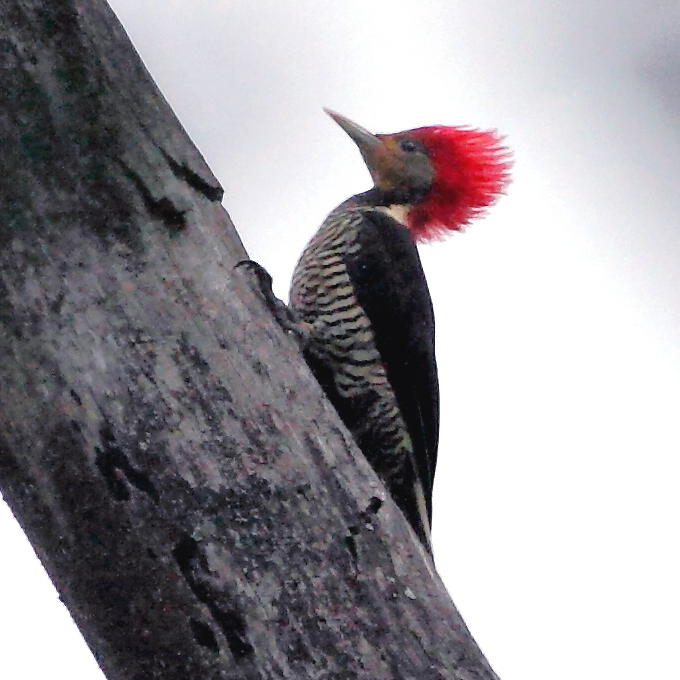
Carpintero cara canela.
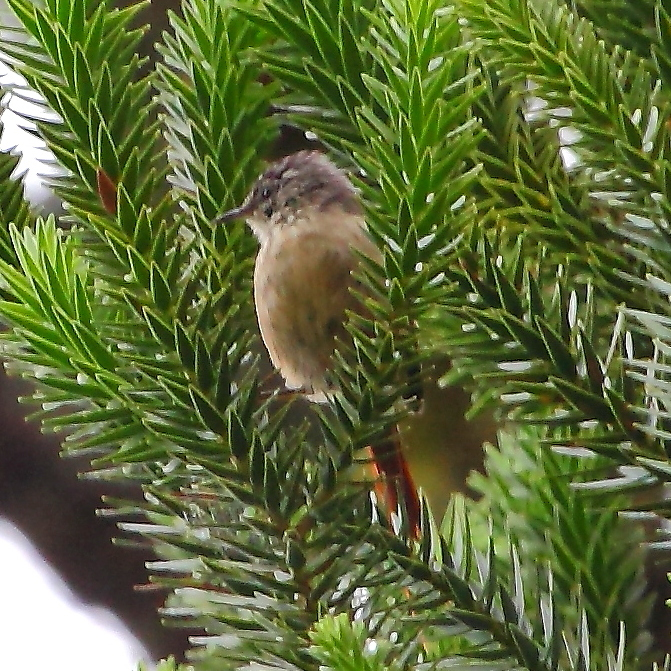
Coludito de los pinos.
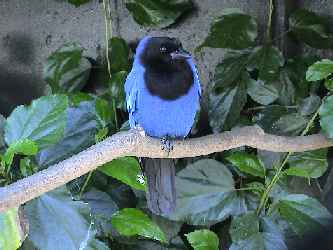
Urraca azul.

## Conservación
El área protegida ha sido afectada por las acciones humanas durante las décadas previas a la creación del parque. Por este motivo, en la actualidad prácticamente es un bosque secundario. Su característica semiurbana, la carencia de un área de amortiguación y su relativamente escasa superficie son algunos de los factores que influyen en su preservación. Sin embargo, estos mismos factores pueden resultar sumamente positivos si un adecuado plan de manejo incluye acciones de educación ambiental.

Los eventos meteorológicos extremos como los tornados y los incendios, —en algunos casos producto de la acción humana—, son dos de las amenazas que afectan la conservación del parque.

Simultáneamente, la presencia cercana de especies exóticas invasivas como el paraíso (Melia azederach), la zarzamora (Rubus) y la caña de ámbar (Hedychium coronarium) pueden impactar negativamente, —en caso de no ser controladas—, debido a su competencia con las especies nativas.